# Alpharetroviren

Genomkarte der Gattung Alpharetrovirus

Alpharetrovirus ist eine Gattung innerhalb der Familie der Retroviren (Retroviridae). Die Alpharetroviren gehören zu den einfachen Retroviren (Unterfamilie Orthoretrovirinae). Viele Arten der Alpharetroviren verursachen Tumoren wie Sarkome und Leukämien, so beispielsweise das Rous-Sarkom-Virus, das Aviäre Leukosevirus und das Aviäre Myeloblastose-Virus.

## Systematik
Mit Stand November 2018 hat das ICTV folgende Spezies der Gattung bestätigt:
- Gattung Alpharetrovirus

- Spezies Avian carcinoma Mill Hill virus 2 (ACMHV-2)
- Spezies Aviäres Leukosevirus (en. Avian leukosis virus, auch Avian sarcoma leukosis virus ASLV, Typusspezies)
- Spezies Aviäres Myeloblastose-Virus (en. Avian myeloblastosis virus, AMV)
- Spezies Aviäres Myelocytomatose-Virus 29 (en. Avian myelocytomatosis virus 29, AMCV-29)
- Spezies Aviäres Sarkomvirus CT10 (en. Avian sarcoma virus CT10, CT10-ASV oder ASV-CT10)
- Spezies Fujinami-Sarkom-Virus (en. Fujinami sarcoma virus, FSV oder FuSV)
- Spezies Rous-Sarkom-Virus (en. Rous sarcoma virus, RSV)
- Spezies UR2 sarcoma virus (UR2SV)
- Spezies Y73 sarcoma virus (Y73SV)